# Massimo Sigala
Massimo Sigala (ur. 7 stycznia 1951 roku w Mesynie) – włoski kierowca wyścigowy.

## Kariera
Sigala rozpoczął karierę w wyścigach samochodowych w 1976 roku od gościnnych startów w Renault 5 Eurocup. Z dorobkiem trzynastu punktów uplasował się tam na dziewiątej pozycji w klasyfikacji generalnej. W późniejszych latach Włoch pojawiał się także w stawce Renault 5 Cup Italy, Trofeo Alfasud Italia, Alfa Romeo Alfasud European Cup, Formuły Fiat Abarth, Procar BMW M1, European Endurance Championship, FIA World Endurance Championship, IMSA Camel GTP Championship, Renault Alpine V6 Europe, World Sports-Prototype Championship, Renault Elf Turbo Europa Cup, Niemieckiego Pucharu Porsche Carrera, Sportscar World Championship, [IMSA World Sports Car Championship oraz 24-godzinnego wyścigu Le Mans.